# Système de récupération des gaz du carter moteur
Pour les articles homonymes, voir PCV.

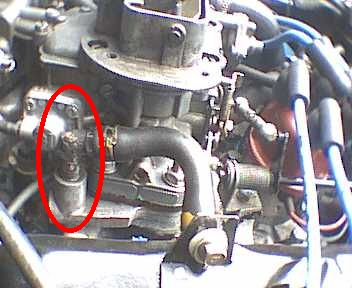
La valve de récupération des gaz du carter moteur, entourée en rouge.

Le système de récupération des gaz du carter moteur, ou en anglais Positive Crankcase Ventilation (PCV), parfois également appelé « reniflard » dans le jargon des mécaniciens, est un système permettant d'évacuer les gaz de combustion présents dans le carter moteur. 

## Principe
Les gaz de combustion s'échappent en petites quantités entre les pistons et les cylindres et arrivent dans le carter moteur. Sans système d'évacuation, ces imbrûlés se mélangeraient à l'huile moteur au point d'accélérer l'usure de l'attelage mobile ; de plus, l'augmentation de la pression du carter pourrait endommager les joints participant à l'étanchéité du circuit de lubrification. Le système PCV, souvent matérialisé par une vanne, dénommée « vanne PCV », extrait ces gaz qui sont ensuite acheminés vers l'admission pour être brûlés.

## Sport automobile
Il arrive souvent que les véhicules préparés pour la compétition voient leur retour des gaz de carter vers le moteur supprimé. En effet, la présence de particules chauffées d'huile et d'impuretés dans un cylindre de moteur lourdement modifié peut induire des phénomènes de "ratés de combustion", comme un auto-allumage par exemple, causant alors des dégâts énormes souvent fatals pour le moteur.
C'est là qu'intervient un dispositif appelé "Oil Catch Tank" (réservoir de récupération des vapeurs d'huile), qui récupère ces vapeurs échappées du carter d'huile pour les condenser et séparer l'huile de l'air, et ainsi éviter ce genre de désagréments.